# Micrurapteryx sophorella
Micrurapteryx sophorella là một loài bướm đêm thuộc họ Gracillariidae. Nó được tìm thấy ở Azerbaijan, Kazakhstan, the Kavkaz và Uzbekistan.
Ấu trùng ăn Sophora species. Chúng có thể ăn lá nơi chúng làm tổ.